# Heinz Nöbert
Heinz Karl Nöbert (* 3. Dezember 1917 in Leipzig; † 22. November 1987 ebenda) war ein deutscher Altphilologe und Pädagoge.

## Leben und Wirken
Heinz Nöbert wurde 1917 als Sohn des Schlossers und Drehers Karl Nöbert, späteren Inhabers einer mechanischen Werkstatt, und einer Plätterin (Büglerin) in Leipzig geboren.
Er besuchte zunächst die 4. Oberschule und war dann Schüler des Königin-Carola-Gymnasiums seiner Heimatstadt. Von 1934 bis 1936 war er Mitglied der Hitlerjugend. Nach dem Abitur studierte er Klassische Philologie und Germanistik an der Universität Leipzig. Im Jahr 1941 wurde er mit der Dissertation Beiträge zur Etymologie und Semasiologie der neugriechischen Umgangssprache zum Dr. phil. promoviert. 1938 erfolgte die Einberufung zum Reichsarbeitsdienst. Ein Jahr später saß er wegen angeblicher antimilitaristischer Propaganda für zehn Tage in Haft. Mit Beendigung seiner Promotion wurde er zur Wehrmacht eingezogen und geriet in Italien in britische Kriegsgefangenschaft. Im April 1945 wurde er in ein ägyptisches Gefangenenlager verlegt. Er machte durch Vorträge über den Liberalismus und Materialismus auf sich aufmerksam.
1948 wurde er Lehrer am König-Albert-Gymnasium Leipzig (später: Karl-Marx-Oberschule). Der Direktor empfahl ihn 1949 an die Thomasschule zu Leipzig, deren stellvertretender Rektor er im April 1950 wurde. 1951 war der Oberstudiendirektor dann Rektor der Schule und gleichzeitig Vorsteher des Thomanerchores. 1961 erhielt er den Titel eines Professors. Er unterrichtete Latein, Griechisch und moderne Fremdsprachen. Nöbert wurde im November 1948 Mitglied der SED, des FDGB und der DSF. Von 1949 bis 1951 war er Mitglied der SED-Stadtbezirksleitung. Am 29. März 1961 wurde er Geheimer Mitarbeiter des Ministeriums für Staatssicherheit. Er verfasst Berichte bis zu seinem Tod und war der erste nachweisliche Informant der Staatssicherheit im Thomanerchor. 1971 erhielt er die Medaille für treue Dienste in der Nationalen Volksarmee in Bronze und 1975 in Silber. Durch einen Konflikt mit der Stadt Leipzig wurde 1972 die Personalallianz von Rektorat und Vorsteheramt getrennt. Nöbert wurde als Schulleiter entlassen und übernahm bis 1974 ausschließlich die Chorleitung.

## Publikation
- Heinz Nöbert: Beiträge zur Etymologie und Semasiologie der neugriechischen Umgangssprache, Dissertation, Universität Leipzig, 16. September 1941.